# Cassipourea microcarpa
Cassipourea microcarpa là một loài thực vật có hoa trong họ Rhizophoraceae. Loài này được Tul. mô tả khoa học đầu tiên năm 1857.